# Anthrenus bajtenovi
Anthrenus bajtenovi is een keversoort uit de familie spektorren (Dermestidae). De wetenschappelijke naam van de soort werd in 1974 gepubliceerd door Sokolov.